# 波羅提木叉
波羅提木叉（はらだいもくしゃ、梵: prātimokṣa:プラーティモークシャ、巴: Pātimokkha:パーティモッカ）は、仏教の出家者である比丘・比丘尼の集団である僧伽における規則となる戒律条項を記した典籍（戒本）のこと。
戒本、別々解脱、別解脱と意訳する。

## 概要
律（vinaya:ヴィナヤ）の中核を成すものであり、例えば、南伝の上座部仏教で用いられているパーリ語仏典であれば、この波羅提木叉の説明である「経分別」（suttavibhȧnga）に、僧伽の運営規則である「犍度」（khandhaka）と、「附随」（parivāra）が付け加えられる形で、「律蔵」（vinaya piṭaka）（通称「パーリ律」）が構成されている。
正式に僧伽の一員となった出家僧にとっては、この波羅提木叉も戒に含まれることになる。戒律とひとまとめに呼ばれるのもそのためである。比丘向けと、比丘尼向け、男女別にそれぞれ分かれている。一方で、在家信者や沙弥（見習い僧）が必ず守るべき戒（梵: śīla巴: sīla:シーラ）は、三帰依を前提とした上で、基本的に五戒、八斎戒、あるいは沙弥の十戒止まりである。
パーリ語仏典（パーリ律）内の波羅提木叉では、比丘向けが227戒、比丘尼向けが311戒となっている。
布薩（月に2回、満月・新月の日にある僧伽内の集会）の度ごとに読み上げられ、抵触していないか確認される。

## 構成
内容別に、以下の8種類に大別される。
1. 波羅夷（はらい、pārājika:パーラージカ） - 僧団（僧伽）追放の大罪。
2. 僧残（そうざん、梵: saṃghāvaśeṣa:サンガーヴァシェーサ、巴: saṇghādisesa:サンガーディセーサ） - 波羅夷に次ぐ重罪。僧団（僧伽）には残れるが、一定期間資格を剥奪される。
3. 不定（ふじょう、aniyata:アニヤタ） - 女性と2人きりになること。比丘（男性出家者）のみを対象とする。上記内の罪を犯していないか嫌疑がかけられ、追及される。
4. 捨堕（しゃだ、梵: naiḥsargika-prāyaścittika:ナイヒサルギカ・プラーヤシュチッティカ、巴: nissaggiya-pācittiya:ニッサッギヤ・パーチッティヤ） - 禁止物の所持、もしくは禁止方法での物品の獲得。懺悔が必要。
5. 波逸提（はいつだい、梵: prāyaścittika:プラーヤシュチッティカ、巴: pācittiya:パーチッティヤ） - 様々な好ましくない行為。懺悔が必要。
6. 提舎尼（だいしゃに、梵: pratideśanīya:プラティデーシャニーヤ、巴: pāṭidesanīya:パーティデーサニーヤ） - 食物の授受に関する禁則。懺悔が必要。
7. 衆学（しゅがく、sekhiya:セーキヤ） - 服装、飲食、説法などにまつわる禁則。懺悔が必要。
8. 滅諍（めつじょう、梵: adhikaraṇa-śamathā（アディカラナ・シャマター）、巴: adhikaraṇa-samathā:アディカラナ・サマター） - 僧団内の紛争収拾にまつわる規則。懺悔が必要。

## 大乗仏教での扱い
以上、上記してきた内容は、初期仏教以来のひな形であり、これは現在も南伝の上座部仏教においては、基本的にそのまま継承されている。
では他方の大乗仏教ではどうかというと、大乗仏教においても、上記の伝統はそれなりには継承されてきた。また、大乗仏教の優位性を示すべく、建て前上の説として、大乗の菩薩においては、この波羅提木叉としての「比丘戒」に加え、その上に更に「菩提心戒」や「菩薩戒」をはじめとする大乗の諸戒を、密教の場合であれば更に「三昧耶戒」の諸戒を上乗せし、より厳しい規律とすることが、中国仏教や鑑真に代表される大乗仏教と、空海とその弟子や、中国密教、チベット密教等の後期大乗仏教と呼ばれる密教における伝統の基本的なあり方である。
例えば、『梵網経』では「この十重禁について、一つとして微塵も犯してはならない。もしこれを犯すことがあれば、現身に発菩提心を得ることは出来ず、あるいは国王の位・転輪王の位を失い、比丘・比丘尼の位を失い、十発趣・十長養・十金剛・十地・仏性常住の妙果を失う」と書かれている。
しかしながら、
- 初期仏教以来の伝統仏教（部派仏教）に対する改革運動としての大乗仏教の性格
- 各地への伝播の際の様々な不備
- 宗派・信仰の多様性

などの様々な要因が混じり合いながら、紆余曲折を経てきたのが実態であり、現在も各地域・各宗派によって、バラつきがある。
以下、地域別にその概要を示す。

### 東アジア（中国・日本など）
東アジアの北伝大乗仏教では、周知の通り、段階的に様々な仏典が輸入・翻訳されていくという特殊な伝播経緯を辿ることになるが、東晋代の中国に『十誦律』『四分律』『摩訶僧祇律』などが持ち込まれて律の研究が進み始め、北魏代に法聡・慧光らによって、法蔵部の『四分律』に依る四分律宗が築かれ、それを継承した唐代の道宣が、南山（終南山）にて（南山）律宗を大成したことで、律（具足戒・波羅提木叉）及び僧伽の伝統は、一応は継承・確立されることになる。後に、その門下である鑑真が、日本にそれを伝え、東大寺に戒壇が築かれるなど、日本仏教にもその伝統は継承された。こうして東アジアの北伝仏教においては、法蔵部の『四分律』が、デファクトスタンダードとなった。
こうして東アジアの北伝大乗仏教にも、一応は律（具足戒・波羅提木叉）及び僧伽の伝統が継承され、また、国家も（私度僧による税・労働・兵役免除特権乱用の排除を目的として）僧団を管理するためにそれを利用したが、他方で、上記したような特殊な伝播経緯ゆえに、初期仏教・上座部仏教のように、律（具足戒・波羅提木叉）が僧伽（僧団）の、ひいては仏教の根幹を成しているという認識まで、全信徒の間に継承されていたとは言い難く、それ以前にそもそも小乗・大乗・偽経入り乱れた中で、仏典・経典の範疇すら確定しておらず（教相判釈）、各自に所依の経典や論を選択しては各宗派を形成するという有り様だったため、そもそも初期仏教・上座部仏教のような形そのままでの仏教の継承は、現実的には困難であった。
その後、中国（及び朝鮮半島）においては、唐代の仏教弾圧（会昌の廃仏）などによる混乱に加え、宋代以降の理学（朱子学）の台頭、モンゴル・満州族による支配など、様々な要因が混ざり合いながら、仏教そのものが衰退・変質していくことになり、律（具足戒・波羅提木叉）の扱いも曖昧になっていった。そのことは、宋代以降に形成されていった大蔵経の並びにおいて、律（具足戒・波羅提木叉）の配置が（南方上座部やチベットのように、仏典の最初に配置されて重視されているのとは対照的に）後回しにされていることからも窺える。
日本においては、上記した鑑真以来の『四分律』・律宗・奈良仏教の伝統が、平安京へと都が移り、天台宗の最澄が登場することで、危機を迎えることになった。最澄は中国天台宗の智顗の考えを引き継ぎながらも、『梵網経』に基づいて「菩薩戒」（大乗戒、円頓戒）という中国天台宗とは全く別の戒を作り、旧来の律（具足戒・波羅提木叉）を廃止した「大乗戒壇」なる独自の戒壇を比叡山延暦寺に創設、授戒を行なっていくようになった。これは奈良仏教勢力の激しい反発を招くが、後に朝廷に公認されたことで収拾がつけられる。
こうして日本においては、旧来の律（具足戒・波羅提木叉）が、「声聞戒」[声聞乗（=小乗）の戒）として、蔑視・軽視されていく流れができた。そして、浄土宗・浄土真宗、宋代以降の中国から入ってきた禅宗、日蓮宗などの鎌倉仏教の台頭によって、その流れは加速していった。
他方で同時に、真言律宗のような動きも含め、旧来の律（具足戒・波羅提木叉）を復興する動きもあり、一時期は日蓮が名指しして批判するほどに（四箇格言）、それは一大勢力ともなった。
江戸時代においては、国の法律である僧尼令や江戸幕府の寺院法度によって僧侶の（女犯）妻帯・肉食等が禁止されたため、最低限の規律は守られた。しかし、明治に入り政府が僧尼令を廃止して明治5年4月25日公布の太政官布告第133号「僧侶肉食妻帯蓄髪等差許ノ事」にて、僧侶の（女犯）妻帯・肉食等を公的に許可した。これは、維新まで寺院は役所でもあったので国や為政者から多大な助成を受け運営されてきたがそれがなくなり、寺院はその後、現況のように自活運営をすることとなったが、それをするためには妻帯や兼業をしなければ運営できないが、それら政策は寺院民営化の初めとして、さらには文明開化の一環として国民より好意的に受容されたためであり、さらには平安時代以降、最澄が主張した円頓戒（菩薩戒）のみを受持する宗派（天台宗や鎌倉仏教の一部を除く各宗派等）からすれば、円頓戒は自律であって他律ではないために、元より他から罰せられる対象ではなく、また浄土真宗は親鸞の主張により、そもそも国の法律である僧尼令などによって他律的に僧侶の（女犯）妻帯、肉食を罰せられること自体、それら宗派よりすればナンセンスであったためである。それで、この機会から日本仏教における僧侶の規律は、事実上、在家信徒との境界線が無いに等しい状態となった。
明治時代に戒律復興運動を行っていた真言宗の釈雲照や、その甥であり日本人初の上座部仏教徒となった釈興然（グナラタナ）、更には彼らとも知人で、日本人初のチベット入国を果たした黄檗宗の河口慧海など、仏教界の堕落批判や規律・戒律の復興を目指す動きはあったが、大きなうねりとはならなかったが、 1990年代からアルボムッレ・スマナサーラの布教活動を中心にして上座部仏教及び戒律を重視する修行は、ヴィパッサナー瞑想とともに日本に浸透しつつある。現在はタイ、ミャンマー、スリランカ出身の僧侶を中心とした複数の寺院や団体を通じて布教伝道活動がなされているほか、戒壇が作られたこともあって日本人出家者（比丘）も誕生しており、日本国内においても具足戒が復活している。

#### 現代日本における解釈
『岩波仏教事典（第二版）』の「波羅提木叉」の項には「原語の語義解釈はなお定説をみない」とある。荻原雲来による『漢訳対照梵和大辞典』の「prātimokṣa」の項には、「=pratimokṣa」とあり、「prati」の項目には「名詞とともに各々の」という意味があるとする。 中村元の『広説佛教語大辞典』の「波羅提木叉」の項には、「①それぞれの煩悩について解脱をうること。これが原意である。」としている。
また中村元は、その著『中村元選集［決定版］　第14巻　原始仏教の成立』のなかでpātimokkhaについて次のように述べている。

このようにひとつひとつの戒めを守っていることが「別々の解脱」（別解脱 pātimokkha）とよばれるものであったし、また、ニルヴァーナにほかならなかった。(336頁)
ここからわれわれは実践に関して結論を導き出すことができる。すなわち、〈解脱〉とは熟睡のようなひとつの状態に安住することではなくて、われわれが過ちを犯すかもしれないそのひとつひとつについて不断に気づかっていることである。ひとつの戒めを守ることが、ひとつの解脱なのである。ニルヴァーナとはわれわれが不断に注意して実践していくことであり、それのみに尽きている。(336－337頁)

曹洞宗の僧侶であり仏教学者でもある奈良康明によれば、"prāti"とは「それぞれの」、「一つ一つの」という意味であり、"mokṣa"は「解脱」の意味である。それゆえ、「別解脱」とも訳され、五戒（不殺生戒、不偸盗戒、不邪淫戒、不妄語戒、不飲酒戒）のうち一つの戒でも守ることが悟りを実践することになるという意味であるという。ただし、一つさえ守れば、悟ったということではない、とする。

### チベット
チベットにおける仏教の受容は、上記の東アジアの北伝仏教の場合と同じく、それが大乗仏教であったということに加え、本格的な受容開始時期が吐蕃時代の8世紀と遅く、既にインド仏教が後期密教に差し掛かっていたということもあって、上座部仏教のような円滑な継承とはいかなかった。
しかし他方で、その地理的な好条件ゆえに、ナーランダー大僧院、ヴィクラマシーラ大僧院といった、インド仏教の中心機関から、仏教を直輸入できたという点では、東アジアよりは恵まれていたとも言える。
インド後期密教においては、インド土着の呪術が積極的に取り入れられながら、様々な無上瑜伽タントラや実践法が形成されていったが、その内容には、「性的ヨーガ」など旧来の律（具足戒・波羅提木叉）と衝突する内容も含まれていたため、その扱いを巡って、当時のインド仏教界でも試行錯誤が続いており、そうした問題もそのままチベットへと継承された。
そのため、当初のチベット仏教は、神秘的な密教実践に傾斜する者も多く、律（具足戒・波羅提木叉）が軽視される面もあり、また、吐蕃滅亡後の混乱も手伝って、出家と在家の境界線も曖昧だった。
その後、グゲ王国によってヴィクラマシーラ大僧院から招請されたアティーシャによって、律（具足戒・波羅提木叉）や顕教の復興と、密教との統合が図られ、その影響下からカダム派が誕生、されにその影響下からツォンカパのゲルク派が生まれるなどして、律（具足戒・波羅提木叉）の確立・継承が成された。パーリ語仏典と同じく、律（具足戒・波羅提木叉）が最初に配置されるチベット大蔵経の構成からも、その重視姿勢は窺える。
チベット仏教で一般的に用いられる律（具足戒・波羅提木叉）は、根本説一切有部に由来する『根本説一切有部律』であり、今日においても実践されている。（ただし、サキャ派座主は俗人であり妻帯も認められるなど、その組織構成は、宗派によっては複雑な面もある。）